# Niedersächsisches Ministerium für Inneres, Sport und Digitalisierung

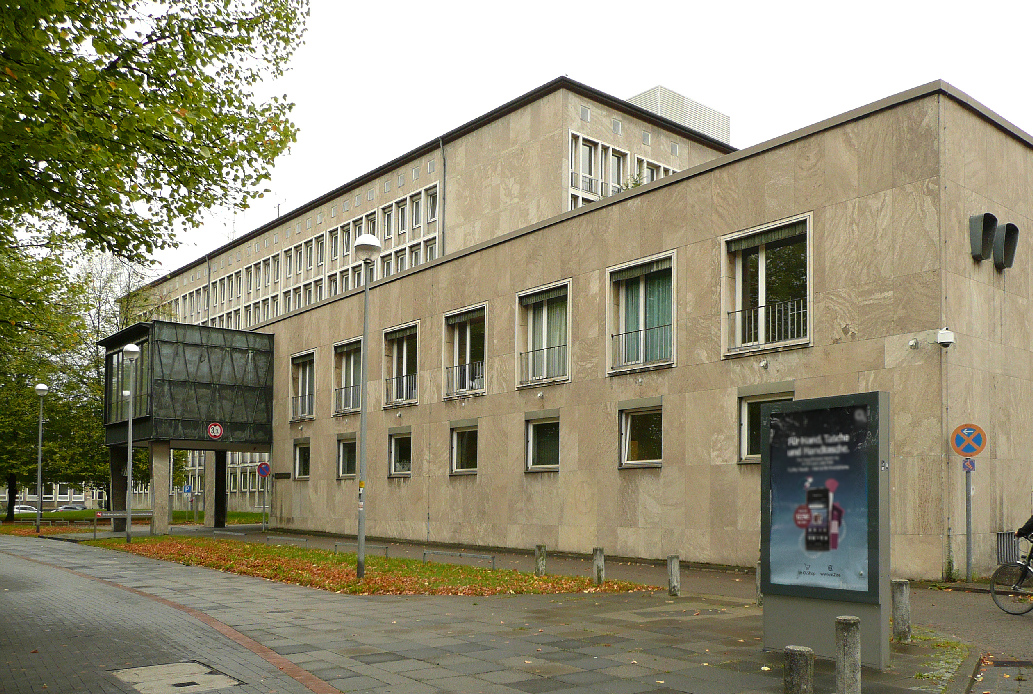
Gebäude des Niedersächsischen Ministeriums für Inneres, Sport und Digitalisierung

Das Niedersächsische Ministerium für Inneres, Sport und Digitalisierung ist eines von zehn Ministerien des Landes Niedersachsen. Es hat seinen Sitz in der Lavesallee in der niedersächsischen Landeshauptstadt Hannover. Geleitet wird das Ministerium seit Januar 2023 von Daniela Behrens (SPD), Staatssekretär ist Stephan Manke (SPD).
Eine vollständige Auflistung der bisherigen Minister des Innern des Landes findet sich unter Liste der Innenminister von Niedersachsen.

## Aufgaben

Innenministerin Daniela Behrens

Das Ministerium ist unter anderem zuständig für:
- Innere Sicherheit mit der Polizei Niedersachsen und dem Verfassungsschutz Niedersachsen
- Ausländerrechtliche Angelegenheiten
- Kommunalwesen
- Durchführung von Wahlen
- Sportförderung in Niedersachsen
- Digitalisierung
- Cyber- und Informationssicherheit

## Organisation
Neben der Referatsgruppe L (Leitungsstab) und der unabhängigen Beschwerdestelle für Bürger und Polizei besteht das Innenministerium aus sieben Abteilungen:
- Abteilung 1: Zentrale Angelegenheiten
- Abteilung 2: Landespolizeipräsidium
- Abteilung 3: Kommunale Angelegenheiten
- Abteilung 4: Recht, Aufsicht, Hoheitsangelegenheiten
- Abteilung 5: Verfassungsschutz Niedersachsen
- Abteilung 6: Migration
- Abteilung 7: Brand- und Katastrophenschutz, Rettungswesen

Daneben gehört der IT-Bevollmächtigte der Niedersächsischen Landesregierung der Organisation des Ministeriums an. Dieser Posten wird derzeit von Staatssekretär Stephan Manke ausgefüllt. Zum Geschäftsbereich des Ministeriums gehören auch der IT.Niedersachsen und das Landesamt für Statistik Niedersachsen. Im Zuge der Bildung des Kabinetts Lies am 20. Mai 2025 wechselte das Ressort Digitalisierung vom Wirtschaftsministerium zum Innenministerium.

## Sitz
Das Ministerium hat seinen Sitz im Stadtteil Calenberger Neustadt innerhalb des Regierungs- und Verwaltungsviertels. Es ist in einem Verwaltungsgebäude am Waterlooplatz untergebracht, dass vom Architekten Walter Wißmann unter Beteiligung des Architekten Otto Hodler von 1954 bis 1955 für das Innenministerium errichtet wurde. Das Gebäude mit mehreren Flügeln zwischen zwei und sieben Geschossen steht seit 1993 unter Denkmalschutz. Von 2024 bis 2028 erfolgt eine komplette Sanierung des Gebäudes mit Auszug der Beschäftigten. In der Zeit befindet sich der Ministeriumssitz in der Straße Schiffgraben.
Im Innenhof ist eine lebensgroße Bronzeplastik mit dem Namen „Wächter“ aufgestellt, die der Bildhauer Kurt Schwerdtfeger schuf.

## Geschichte
Von 1968 bis 1990 war die zuletzt in der Verschlusssachen-Registratur des Ministeriums tätige Irene Schade eine Spionin der Hauptverwaltung A des Ministeriums für Staatssicherheit der DDR ebenso wie ihr Ehemann Karl-Heinz, der in der Personalabteilung tätig war.